# José Le Dentu
José Le Dentu, né le 12 mai 1917 à Tananarive (Madagascar) et mort le 12 décembre 1996 à Monaco, est un joueur de bridge français, champion de France de bridge, écrivain du bridge qualifié de « plus grand chroniqueur de bridge français ».

## Biographie

### Famille et formation
José Emmanuel Edouard Le Dentu naît le 12 mai 1917 à Tananarive (Madagascar) du mariage de René Le Dentu, médecin colonel des troupes coloniales, et de Yvonne Clarac. Son parrain est son cousin, le poète Alexis Léger connu sous le nom de Saint-John Perse.
Après des études secondaires au lycée Condorcet à Paris, il intègre les facultés de droit et de lettres de Paris. Il est docteur en droit, licencié ès lettres et diplômé de l'École libre des sciences politiques.
De son premier mariage, sont nés trois enfants : Joël, Ariane et Patricia. Le 15 décembre 1965, il épouse en secondes noces Denise Grison.
José le Dentu meurt le 12 décembre 1996 à Monaco.

### Carrière professionnelle
Avocat, il s'inscrit au barreau de Paris en 1948 mais n'exerce pas.

## Bridge
José Le Dentu s'initie au bridge après avoir rencontré le maître Pierre Albarran au cours de ses études.
Il est champion de France de bridge par équipe en 1951, 1952, 1955, 1956 et 1957.
À partir de 1946, il est écrivain de bridge, travaille avec le théoricien du bridge Pierre Albarran. Il collabore à la revue Le Bridgeur, à la rubrique bridge du magazine Points de Vue - Images du monde depuis 1949 et à celle du quotidien Le Figaro depuis 1954. Il publie plus de 10 000 donnes.
Dans son ouvrage Les meilleures donnes de José Le Dentu, Philippe Brunel qualifie José Le Dentu de « l'un des plus grands noms du bridge français […] le plus grand chroniqueur de bridge français ».

## Publications
José Le Dentu a publié de nombreux ouvrages traduits en dix langues, dont le chinois.
Liste non exhaustive, :
- Bridge pour tous, 1949
- Mémento du bridge moderne, 1952, éditions Fayard
- Championnat du monde de bridge, 1954
- Bridge à la une, 1964, éditions Fayard
- Bridge facile, 1970, éditions Fayard
- L'aristocratie du bridge, 1967, en collaboration avec Pierre Jaïs et Alan Truscott.
- 120 Donnes et problèmes de bridge, 1975
- 100 questions 100 réponses, 1977
- Donnes extraordinaires, 1989, éditions Le Bridgeur

## Pour approfondir